# Hôn nhân cùng giới ở Bonaire, Sint Eustatius và Saba

Pháp luật đồng tính luyến ái ở Tiểu Antilles.
Hôn nhân cùng giới
Hôn nhân cùng giới chỉ được công nhận
Loại hình hợp tác khác
Không được công nhận hoặc không biết
Hoạt động tình dục cùng giới bất hợp pháp nhưng không được thực thi
Hoạt động tình dục cùng giới bất hợp pháp

Hôn nhân cùng giới hợp pháp ở Bonaire, Sint Eustatius, và Saba, đó là ba đô thị đặc biệt của Hà Lan nằm trong Biển Caribê (được gọi là Caribe thuộc Hà Lan), sau khi luật có hiệu lực cho phép các cặp cùng giới kết hôn ở đó vào ngày 10 tháng 10 năm 2012. Việc thay đổi Bộ luật Dân sự của Caribe thuộc Hà Lan (tiếng Hà Lan: Burgerlijk Wetboek BES) được đề xuất bởi Hạ viện Hà Lan chứ không phải là Chính phủ (ưu tiên đàm phán thay đổi với các đảo trước). Vấn đề này đã gây tranh cãi rất nhiều trên đảo Sint Eustatius, với nhiều người dân theo đạo Thiên chúa phản đối nguyên tắc của luật pháp và vì nhận thức "neatioonialism" của Hà Lan áp đặt luật như vậy đối với các đô thị hải ngoại.
Hôn nhân cùng giới đầu tiên được thực hiện trên Saba vào ngày 4 tháng 12 năm 2012 giữa hai người đàn ông, một người Hà Lan và một người Venezuela, cả hai đều là cư dân của Aruba. Đám cưới cùng giới đầu tiên ở Bonaire được tổ chức vào tháng 5/2013.
Hôn nhân cùng giới và quan hệ đối tác đã đăng ký được thực hiện ở nơi khác đã được công nhận hợp pháp trên các đảo kể từ năm 2011. Để đảm bảo rằng các cặp cùng giới được hưởng các quyền tương tự, các quy định của Bộ luật Dân sự Hà Lan (thay vì Bộ luật Dân sự cho Caribe thuộc Hà Lan) áp dụng cho các cuộc hôn nhân được thực hiện bên ngoài các đảo kể từ ngày 1 tháng 1 năm 2011.